# Kapsa elscinta
Kapsa elscinta är en insektsart som beskrevs av Fernando Chiang och Knight 1990. Kapsa elscinta ingår i släktet Kapsa och familjen dvärgstritar.
Artens utbredningsområde är Taiwan. Inga underarter finns listade i Catalogue of Life.